# 佩高
佩高（德語：Pegau，發音：[ˈpeːɡaʊ] ⓘ）是德国萨克森州莱比锡县的城市，面积48.8平方千米，2023年12月31日人口为6,590人。